# Severinia obscurus
Severinia obscurus es una especie de mantis de la familia Mantidae.

## Distribución geográfica
Se encuentra en Tayikistán.